# Oberdorf, Nidwald
Oberdorf este o comună în partea centrală a Elveției, pe malul sudic al Celor Patru Cantoane.